# Roentgeni
El roentgeni és l'element químic sintètic de símbol Rg i nombre atòmic 111. Forma part del 7è període de la taula periòdica i del grup 11. La massa atòmica dels isòtops que s'ha aconseguit sintetitzar és de 272, el que el fa un àtom superpesant. El seu únic isòtop té una vida de 15 ms fins que es converteix en un àtom de meitneri. Donada la seva presència al grup 11 és un metall de transició i com a tal se suposa que és metàl·lic i sòlid.

## Història

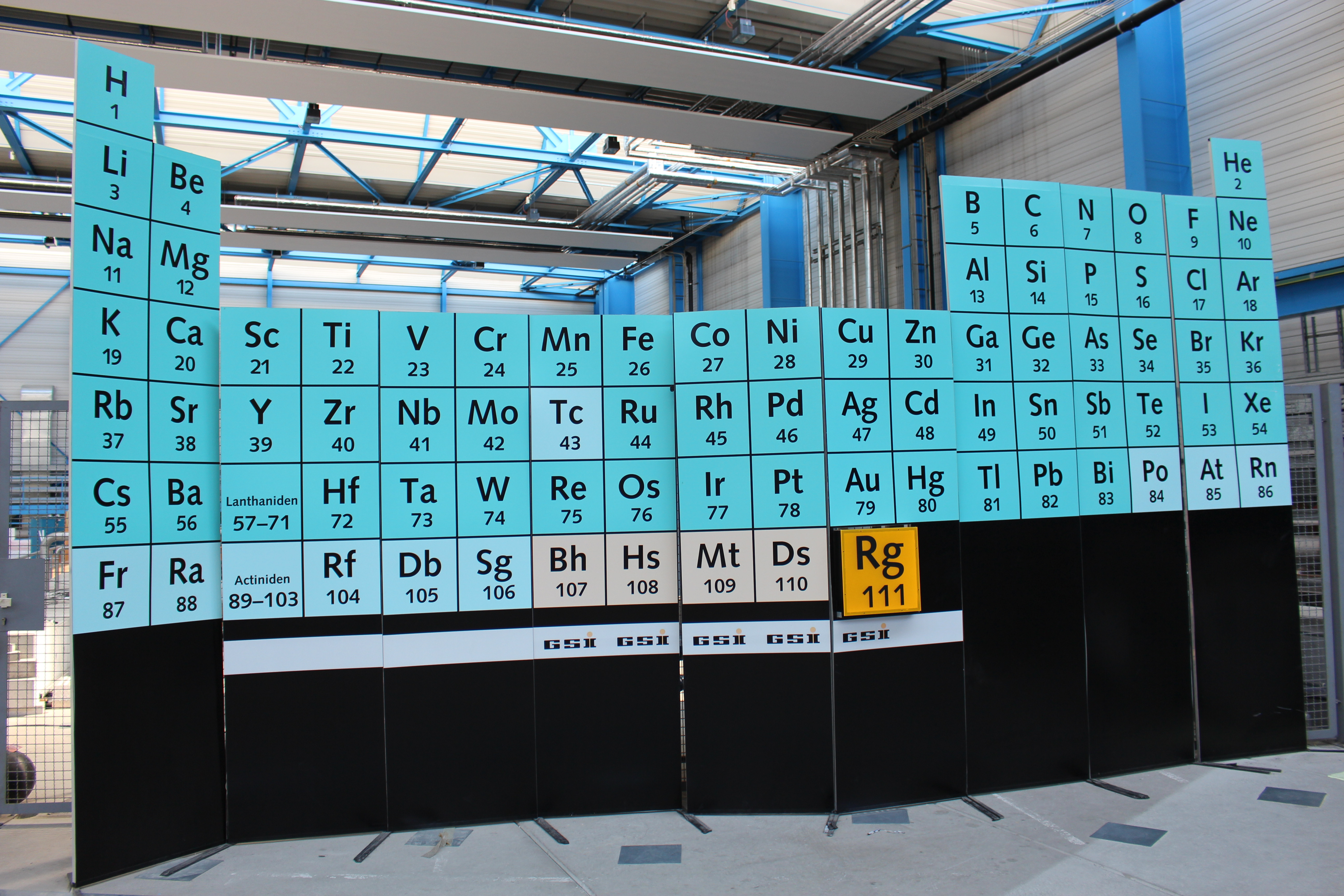
Taula periòdica amb la casella del roentgeni destacada al GSI.

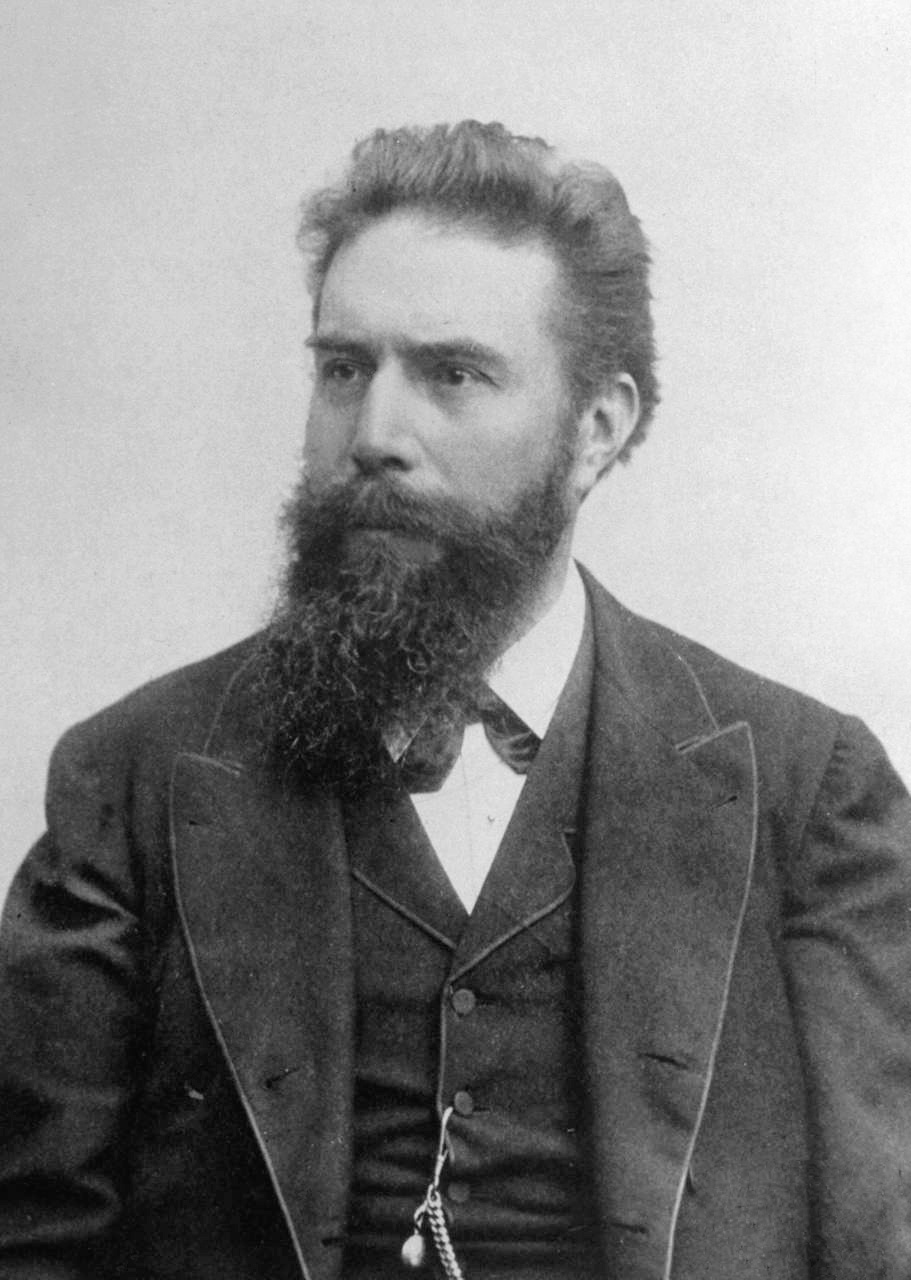
Wilhelm Conrad Röntgen.

El roentgeni fou sintetitzat el 8 de desembre de 1994 per un equip internacional dirigit pel físic nuclear alemany Sigurd Hofmann (1944-) en els laboratoris de la Societat per a la Investigació en Ions Pesants (GSI) a Darmstadt, Hessen, Alemanya, i es confirmà el 2003 mitjançant un experiment independent dut a terme per investigadors de l'accelerador lineal RIKEN del Japó.
El 1986, científics russos de l'Institut de Recerca Nuclear de Dubnà (IURN), Rússia, havien intentat obtenir-lo per bombardeig de bismut amb níquel, però no aportaren proves suficients d'haver aconseguit sintetitzar el nou element. Tanmateix, l'equip alemany aconseguí sintetitzar 3 àtoms de l'isòtop 272, amb una vida mitjana d'1,5 mil·lisegons. L'estratègia utilitzada consistí a bombardejar bismut 209 amb ions de níquel 64, buscant que els ions de níquel penetressin fins al nucli del bismut i es fusionessin per a donar un nou element més pesant. Aquest bombardeig havia de fer-se controlant l'energia del bombardeig d'ions níquel, ja que un excés d'energia permetria accedir al nucli de bismut i fissionar-lo o, per contra, un defecte d'energia provocaria que no fos capaç de superar les repulsions i el níquel no assoliria el nucli. La reacció fou:
{\displaystyle {\ce {^209_83Bi + ^64_28Ni -> ^272_111Rg + ^1_0n}}}
El mateix núclid fou obtingut al Laboratori Nacional de Lawrence Berkeley bombardejant amb cations de coure 65 nuclis de plom 208:
{\displaystyle {\ce {^208_82Pb + ^65_29Cu -> ^272_111Rg + ^1_0n}}}
L'1 de novembre de 2004, la Unió Internacional de Química Pura i Aplicada (IUPAC) aprovà el nom de roentgeni, símbol Rg, en honor del físic alemany Wilhelm Conrad Röntgen (1845-1923), descobridor dels raigs X el 1895 i primer guardonat amb el Premi Nobel de Física en 1901.

## Propietats
| Grup    | 11     |
| Període |        |
| 4       | 29 Cu  |
| 5       | 47 Ag  |
| 6       | 79 Au  |
| 7       | 111 Rg |
|         |        |

A banda de les propietats del nucli, no s'han determinat propietats del röntgeni o dels seus compostos; això és degut a la seva producció extremadament limitada i costosa  i al fet que el röntgeni (i els seus antecessors) es descomponen molt ràpidament. Les propietats del röntgeni metall segueixen sense conèixer-se i només es disposa de prediccions.

### Propietats químiques
La química aquosa de Rg(I) s'ha estudita en comparació amb la dels altres cations del grup 11: Au(I), Ag(I) i Cu(I). Utilitzant la teoria del funcional de la densitat, s'ha estudiat la formació de complexos de monoamines a partir d'ions aquo en la fase gasosa i es s'ha extrapolat a dissolucions aquoses. S'ha predit que el Rg(I) és un àcid de Lewis fort, més suau que Au(I). S'han estudiat els halogenur, cianur i isocianur. Així es preveu que el cianur de roentgeni(I) {\displaystyle {\ce {RgCN}}} tingui un enllaç més curt que el del cianur d'or(I) {\displaystyle {\ce {AuCN}}}, amb un caràcter covalent que sorgeix de l'estabilització relativista de l'orbital 7s.
El roentgeni és el novè membre de la sèrie 6d dels metalls de transició. Càlculs sobre la seva potencial d'ionització, radi atòmic i radi iònic són similars als del seu homòleg més lleuger l'or, la qual cosa implica que les propietats bàsiques del röntgeni es semblaran a les dels altres elements del grup 11, és a dir coure, plata i or; tanmateix, també es preveu que mostri diverses diferències pel que fa als seus homòlegs més lleugers.
Es prediu que el roentgeni sigui un metall noble. El potencial de reducció d'1,9 V per al parell Rg3+/Rg és més gran que l'1,5 V per al parell Au3+/ Au. La primera energia d'ionització prevista del röntgeni de 1020 kJ/mol gairebé coincideix amb la del gas noble radó a 1037 kJ/mol. Basat en els estats d'oxidació més estables dels elements més lleugers del grup 11, es preveu que el röntgeni mostri estats d'oxidació +5 i +3 estables, amb un estat +1 menys estable. Es preveu que l'estat +3 sigui el més estable. S'espera que el roentgeni (III) tingui una reactivitat comparable a la de l'or (III), però hauria de ser més estable i formar una varietat més gran de compostos. L'or també forma un estat −1 una mica estable a causa dels efectes relativistes, i s'ha suggerit que el roentgeni també ho podria fer: no obstant això, s'espera que l'afinitat electrònica del roentgeni sigui al voltant de 1.6 eV, significativament més baix que el valor de l'or de 2.3 eV, per la qual cosa els roentgènids poden no ser estables o fins i tot possibles. Els orbitals 6d es desestabilitzen per efectes relativistes i interacció espín-òrbita prop del final de la quarta sèrie de metalls de transició, la qual cosa fa que l'alt estat d'oxidació sigui roentgeni (V) més estable que el seu homòleg més lleuger, l'or (V) (només conegut en pentafluorur d'or, Au2F10) ja que els electrons 6d participen en la unió a més mesura. Les interaccions espín-òrbita estabilitzen els compostos de röntgeni molecular amb més electrons 6d d'enllaç; per exemple, s'espera que RgF6- sigui més estable que RgF4 -, que s'espera que sigui més estable que RgF 2 -. L'estabilitat de RgF 6 - és homòloga a la de AuF 6 -; l'anàleg de plata AgF 6 - és desconegut i s'espera que sigui només marginalment estable a la descomposició en AgF4 - y F2. A més, s'espera que Rg2F10 sigui estable a la descomposició, exactament anàloga a Au2F10, mentre que Ag2F10 hauria de ser inestable a la descomposició en Ag2F6 i F2 . L'heptafluorur d'or, AuF7, es coneix com un complex de difluorur d'or (V) AuF5·F2, que és més baix en energia del que seria un heptafluorur d'or (VII) veritable; En canvi, es calcula que RgF7 és més estable com a heptafluorur de roentgeni (VII) veritable, encara que seria una mica inestable, la seva descomposició en Rg2F10 i F2 alliberant una petita quantitat d'energia a temperatura ambient. S'espera que el röntgeni(I) sigui difícil d'obtenir. L'or forma fàcilment el cianur complex Au(CN )−
2, que s'utilitza en la seva extracció del mineral mitjançant el procés de cianuració de l'or; S'espera que el röntgeni faci el mateix i formi Rg(CN)−
2.
La química probable del röntgeni ha rebut més interès que la dels dos elements anteriors, meitneri i darmstadti, ja que s'espera que les subcapes de valència dels elements del grup 11 es contreguin relativistament més fortament al röntgeni. Els càlculs sobre el compost molecular RgH mostren que els efectes relativistes dupliquen la força de l'enllaç röntgeni-hidrogen, encara que les interaccions espín-òrbita també ho debiliten en 0,7 eV (16 kcal/mol). També es van estudiar els compostos AuX i RgX, on X = F, Cl, Br, O, Au o Rg. Es preveu que Rg+ sigui l'ió metàl·lic més tou, fins i tot més tou que Au+, encara que no hi ha acord sobre si es comportaria com un àcid o com una base. En solució aquosa, Rg+ formaria l'ió aigua [Rg(H2O)2]+, amb una distància d'enllaç Rg–O de 207,1 pm. També s'espera que formi complexos de Rg(I) amb amoníac, fosfina i sulfur d'hidrogen.

### Propietats físiques i del seu àtom
El roentgeni s'ha calculat que té configuració electrònica {\displaystyle {\ce {[Rn] 5f^14 6d^10 7s^1}}}, i, per la seva posició a la taula periòdica, pertany al grup dels metalls nobles per excel·lència: coure, argent i or (grup 11); s'ha predit que en el seu estat elemental presenti color argentat i tingui una química equivalent als elements del grup més lleugers. S'ha predit que tendrà estats d'oxidació +1, +3 i +5, essent el més estable el +1.
S'espera que el röntgeni sigui sòlid en condicions normals i que cristal·litzi a l'estructura cúbica centrada en el cos, a diferència dels seus congèneres més lleugers que cristal·litzen a l'estructura cúbica centrada a les cares, pel fet que s'espera que tingui densitats de càrrega d'electrons diferents dels d'ells. Ha de ser un metall molt pesat amb una densitat del voltant de 22-24 g/cm3; en comparació, l'element més dens conegut del que se n'ha mesurat la densitat, l'osmi, té una densitat de 22,61 g/cm3.
Els elements estables del grup 11, coure, plata i or, tenen tots una configuració electrònica externa (n−1)d10ns1. Per a cadascun d'aquests elements, el primer estat excitat dels àtoms té una configuració (n−1)d9ns2. A causa de l'acoblament espín-òrbita entre els electrons d, aquest estat es divideix en un parell de nivells d'energia en el cas del coure, la diferència d'energia entre l'estat fonamental i l'estat excitat més baix fa que el metall es vegi vermellós en el cas de la plata, la bretxa d'energia s'amplia i el color es torna platejat. Tot i això, a mesura que augmenta el nombre atòmic, els nivells excitats s'estabilitzen per efectes relativistes i en l'or la bretxa d'energia torna a disminuir i el color fa aparèixer el daurat. En el cas del roentgeni, els càlculs indiquen que el nivell 6d97s2 s'estabilitza fins al punt que es converteix en l'estat fonamental i el nivell 6d107s1 es converteix en el primer estat excitat. La diferència d'energia resultant entre el nou estat fonamental i el primer estat excitat és similar a la de la plata i s'espera que el roentgeni tingui una aparença platejada. S'espera que el radi atòmic del röntgeni sigui al voltant de 138 pm.

## Isòtops
Del roentgeni se'n coneixen dotze isòtops que van dels nombre màssic 272 al 283. El roentgeni 272 té un període de semidesintegració de 2 ms i es desintegra per emissió d'una partícula α en meitneri 268. S'inicia així una llarga cadena de desintegració que finalitza en el plom 208, estable. La primera desintegració és:
{\displaystyle {\ce {^272_111Rg -> ^268_109Mt + ^4_2He}}}
La majoria d'isòtops tenen períodes de semidesintegració de mil·lisegons o de pocs segons. L'isòtop conegut més estable és el roentgeni 283, que s'ha calculat teòricament que té un període de semidesintegració de 10 min.
La majoria dels isòtops coneguts del roentgeni no han estat sintetitzats, sinó que apareixen en les cadenes de desintegració d'elements amb nombres atòmics superiors i imparells. Aquests elements són extremadament inestables i es van desintegrant per emissió de partícules α, una rere l'altra, produint tot un seguit d'isòtops d'elements de nombres atòmics inferiors. Per exemple, l'element amb nombre atòmic més alt imparell que s'ha sintetitzat és el tennes (Z = 117), l'isòtop tennes 292 es desintegra segons les següents reaccions que passen pel roentgeni 280:
{\displaystyle {\ce {^{292}_{117}Ts\xrightarrow {-\alpha } \,_{115}^{288}Mc\xrightarrow {-\alpha } \,_{113}^{284}Nh\xrightarrow {-\alpha } \,_{111}^{280}Rg\xrightarrow {-\alpha } ...}}}